# 東太平洋新後鰭魚
東太平洋新後鰭魚為輻鰭魚綱鲱形目鲱科的其中一種，分布於中東太平洋區，從加利福尼亞灣至秘魯北部海域，體長可達9公分，棲息在沿海海域、河口區，以浮游生物為食，可做為食用魚。

## 擴展閱讀
維基物種上的相關：東太平洋新後鰭魚